# Орден Сапармурата Туркменбаши Великого
Орден Первого президента Туркмении Сапармурата Туркменбаши Великого — государственная награда Туркмении, учреждённая президентом Туркмении Гурбангулы Бердымухамедовым в честь своего предшественника Сапармурата Ниязова.

## Статут
Данным орденом награждаются только выдающиеся государственные и общественные деятели — высшие должностные лица зарубежных стран.
Награждение орденом производится:
- за весомый вклад в укрепление мира в регионе и мире, развитие доброжелательных отношений;
- за повышение международного авторитета Туркмении;
- за особые заслуги в развитии политических, экономических и культурных отношений других государств с Туркменией;
- за большие заслуги в утверждении и укреплении независимости и нейтралитета страны;
- за большой вклад в поддержание взаимного согласия, сплоченности и единства, мира, дружбы и сотрудничества между народами;
- за заслуги в развитии и упрочении межпарламентских и международных отношений.

## Описание
Орден выполнен в виде цепи из золота 750 пробы, состоящей из 24 звеньев, 12 из которых имеют форму шестнадцатигранника из двух переплетенных восьмигранников, а другие 12 выполнены в виде стилизованных национальных узоров. Все звенья декорированы бриллиантами.
Диаметр шестнадцатигранных звеньев составляет 40 мм, длина остальных звеньев — 40 мм.
На центральном шестнадцатигранном звене изображен Государственный герб Туркмении. Остальные 11 шестнадцатигранных звеньев покрыты зелёной эмалью, на которых рельефно изображены полумесяц и 5 звезд, а овальная центральная часть 12 стилизованных национальных узоров покрыта бордово-красной эмалью, на 10 из которых изображены национальные туркменские ковровые гёли, а на двух — национальные орнаменты.
Подвеска в форме шестнадцатигранника соединяется с цепью посредством веерообразной колодки, на которой помещены 8 бриллиантовых камней. Общий диаметр подвески — 80 мм, диаметр круга — 60 мм. В центре, на фоне эмалевого покрытия белого цвета, изображен ещё один шестнадцатигранник, состоящий из двух переплетенных восьмигранников, на котором изображены расходящиеся солнечные лучи, выполненная из стекловидной зелёной эмали карта Туркмении, а также рельефное изображение в золоте профиля первого президента Туркмении Сапармурата Ниязова и Монумента Независимости. Внешний и внутренний шестнадцатигранники разделяются между собой покрытой зелёной эмалью окружностью диаметром 60 мм и шириной 7 мм, по кругу которой помещена надпись «TURKMENISTANYN ILKINJI PREZIDENTI BEYIK SAPARMYRAT TURKMENBASY» ORDENI".
Общий вес ордена — 760,0 (+/-2,5 %) граммов, общее количество бриллиантов составляет 256 штук (18,5 карат).

## Награждённые
- Халифа ибн Зайд Аль Нахайян (2008)[1]
- Ху Цзиньтао (2008)[2]